# 奧西登塔爾 (加利福尼亞州)
奧西登塔爾（英語：Occidental）是位於美國加利福尼亞州索諾馬縣的一個人口普查指定地區。

## 地理
奧西登塔爾的座標為38°24′27″N 122°56′54″W / 38.40750°N 122.94833°W，而該地最高點為海拔高度181米（即594英尺）。

## 人口
根據2010年美國人口普查的數據，奧西登塔爾的面積為12.862平方千米，當中陸地面積為12.862平方千米，而水域面積為0.000平方千米。當地共有人口1115人，而人口密度為每平方千米86人。